# Katastrofa lotu Far Eastern Air Transport 103
Katastrofa lotu Far Eastern Air Transport 103 – katastrofa lotnicza, która wydarzyła się 22 sierpnia 1981 roku w okolicach miasta Miaoli na Tajwanie. Boeing 737 tajwańskich linii FAT rozpadł się w powietrzu kilkanaście minut po starcie. W katastrofie zginęli wszyscy znajdujący się na pokładzie - 104 pasażerów i 6 członków załogi.

## Samolot
Samolotem, który brał udział w katastrofie był 12-letni Boeing 737-200 tajwańskich linii Far Eastern Air Transport o numerach B-2603.

## Przebieg katastrofy
Samolot 14 minut po starcie z lotniska w Tajpej rozpadł się w powietrzu na trzy części, a następnie rozbił kilka kilometrów od miasta Miaoli. Wszyscy na pokładzie samolotu zginęli na miejscu. Służby ratownicze przyjechały na miejsce wypadku godzinę po zderzeniu z ziemią. Jest to do dziś druga najgorsza katastrofa lotnicza na Tajwanie po katastrofie lotu China Airlines 676.

## Badanie przyczyn
Rząd Tajwanu zlecił zbadanie przyczyn wypadku Radzie Aeronautyki Republiki Chińskiej. W początkowej fazie śledztwa przypuszczano, że to kolejny atak terrorystyczny, ale szybko wykluczono tę możliwość. Na jaw wyszły informacje o tym, że 17 dni przed katastrofą w tym samym samolocie doszło do dekompresji kadłuba spowodowanej korozją. Kapitan zawrócił na lotnisko i nikomu nic się nie stało. Samolot oddano do naprawy, gdzie mechanicy linii FAT zakleili skorodowane części, a samolot powrócił do użytku. 17 dni później pęknięcie się poszerzyło i doprowadziło do całkowitego rozpadu kadłuba.

## Narodowość załogi i pasażerów
| Kraj              | Pasażerowie | Załoga | Razem |
| ----------------- | ----------- | ------ | ----- |
| Tajwan            | 84          | 6      | 90    |
| Japonia           | 18          | -      | 18    |
| Stany Zjednoczone | 2           | -      | 2     |
| Razem             | 104         | 6      | 110   |